# Ferdinand Notini
Dominicus Ferdinand Notini, född 14 februari 1835 i Stockholm, död  20 september 1888 i Malmö, var en svensk bildhuggare.
Han var son till bildhuggaren och stuckatören Giovanni Domenico Notini och Anna Catharina Fryckman och från 1843 gift med Anna (Hannah) Summers samt far till Edwin Notini och Ferdinand Fredrik Notini samt bror till Axel Notini. Han övertog i början av 1870-talet sin fars verksamhet i Göteborg och blev känd för sin yrkesskicklighet. Bland hans arbeten märks utsmyckningen av ett stort antal privata byggnader i Göteborg, Helsingborg och södra Sverige. Verksamheten i Skåne växte så mycket att han etablerade en filial i Malmö som senare övertogs av Edwin Notini.